# Borovice jedlá

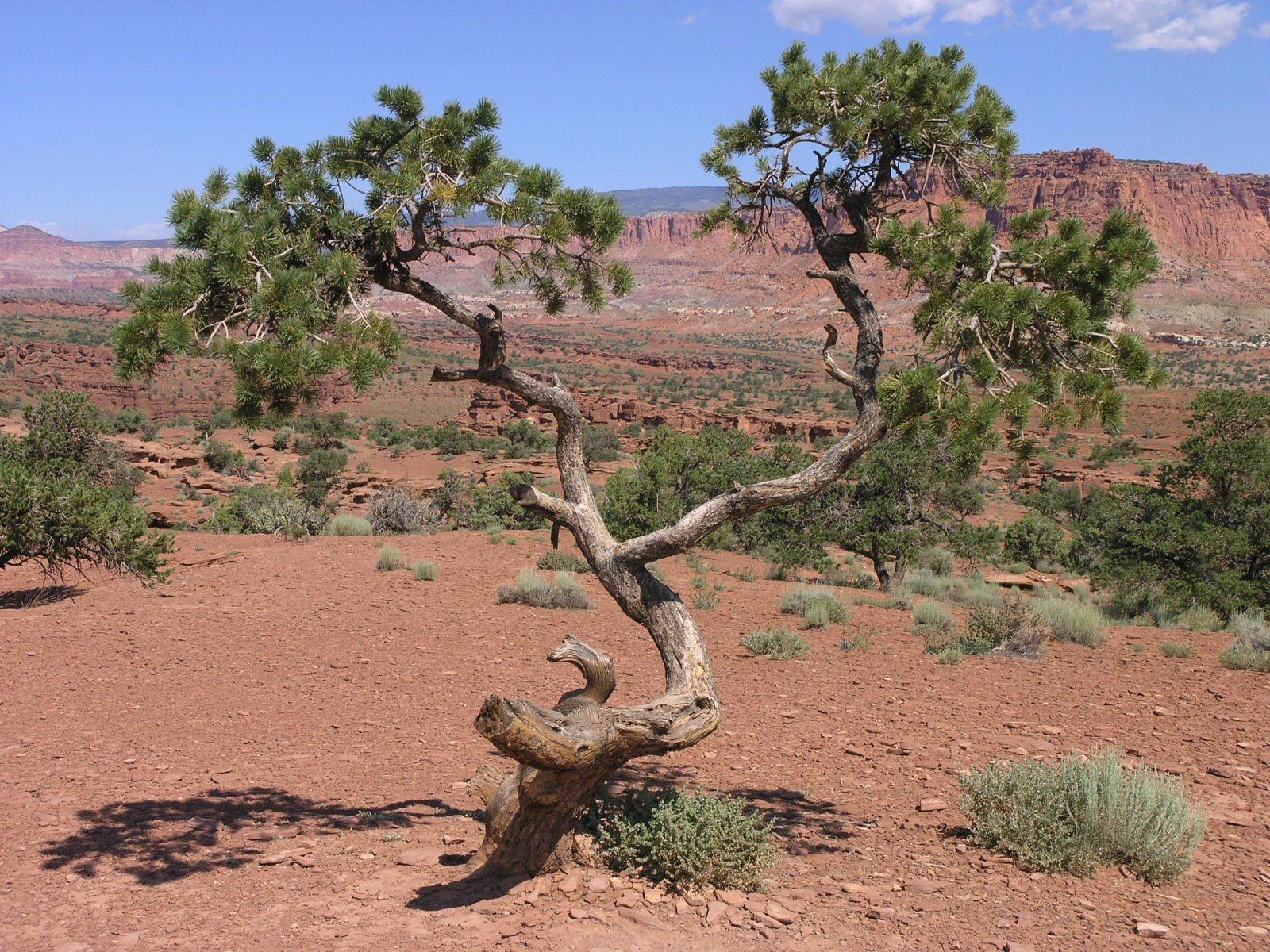
Stařešina

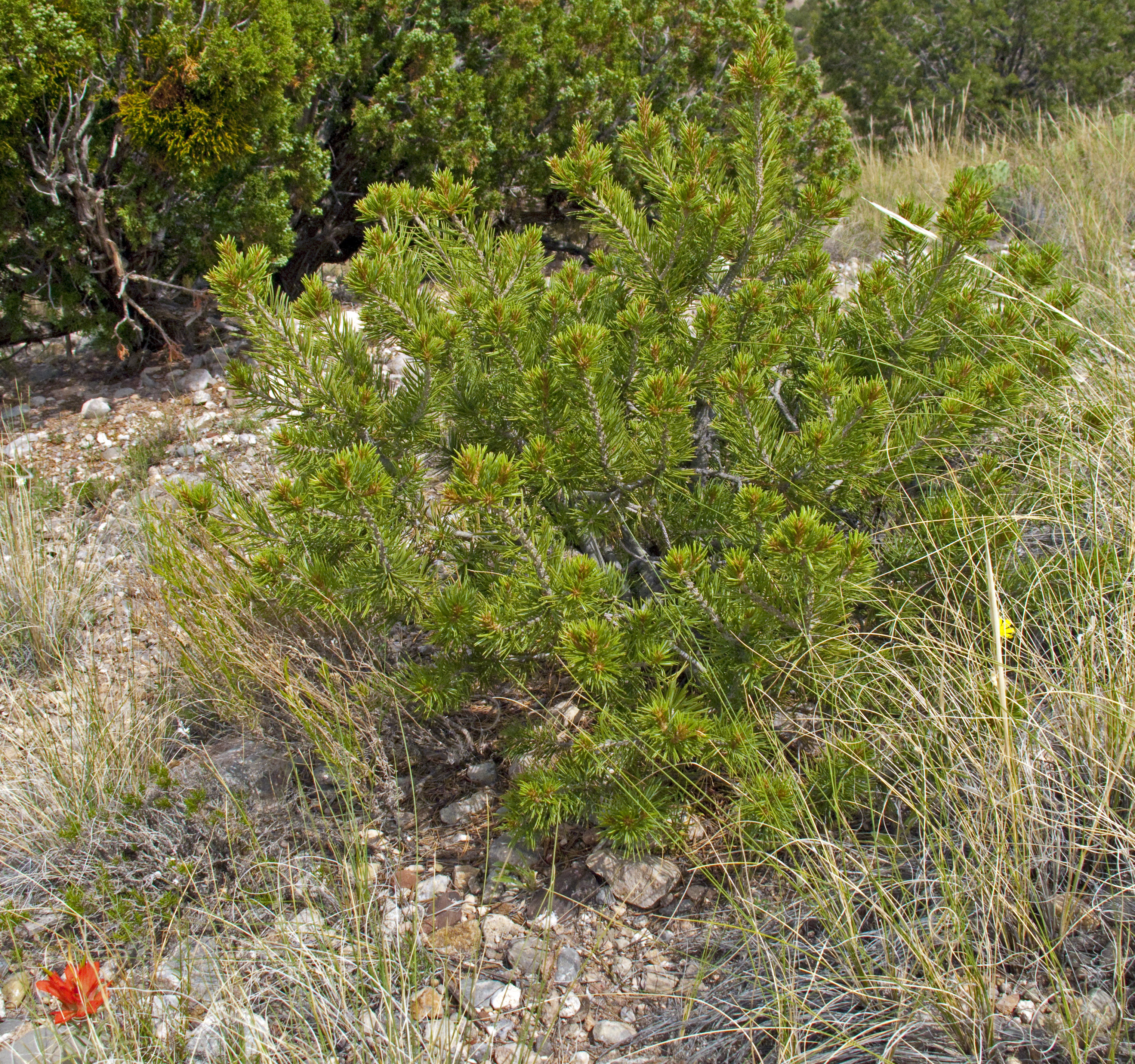
Mladík

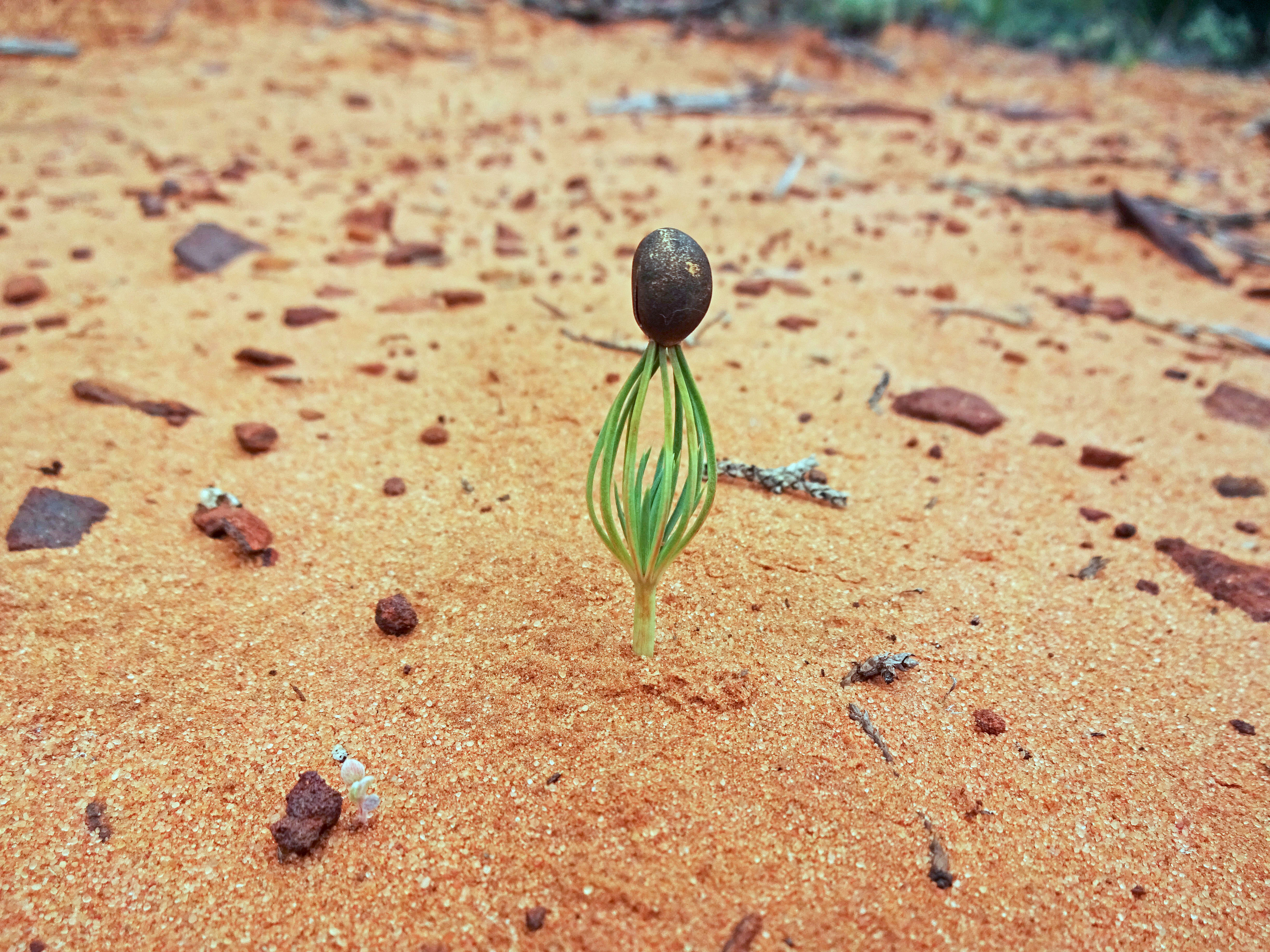
Semenáč

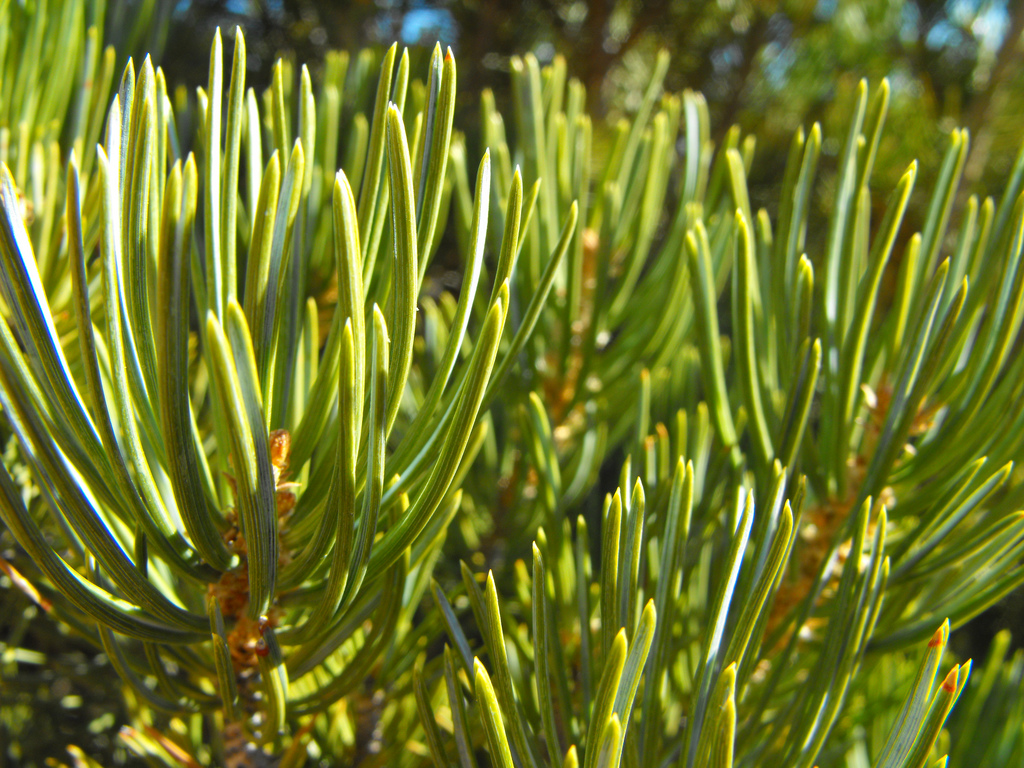
Dvojité jehlice

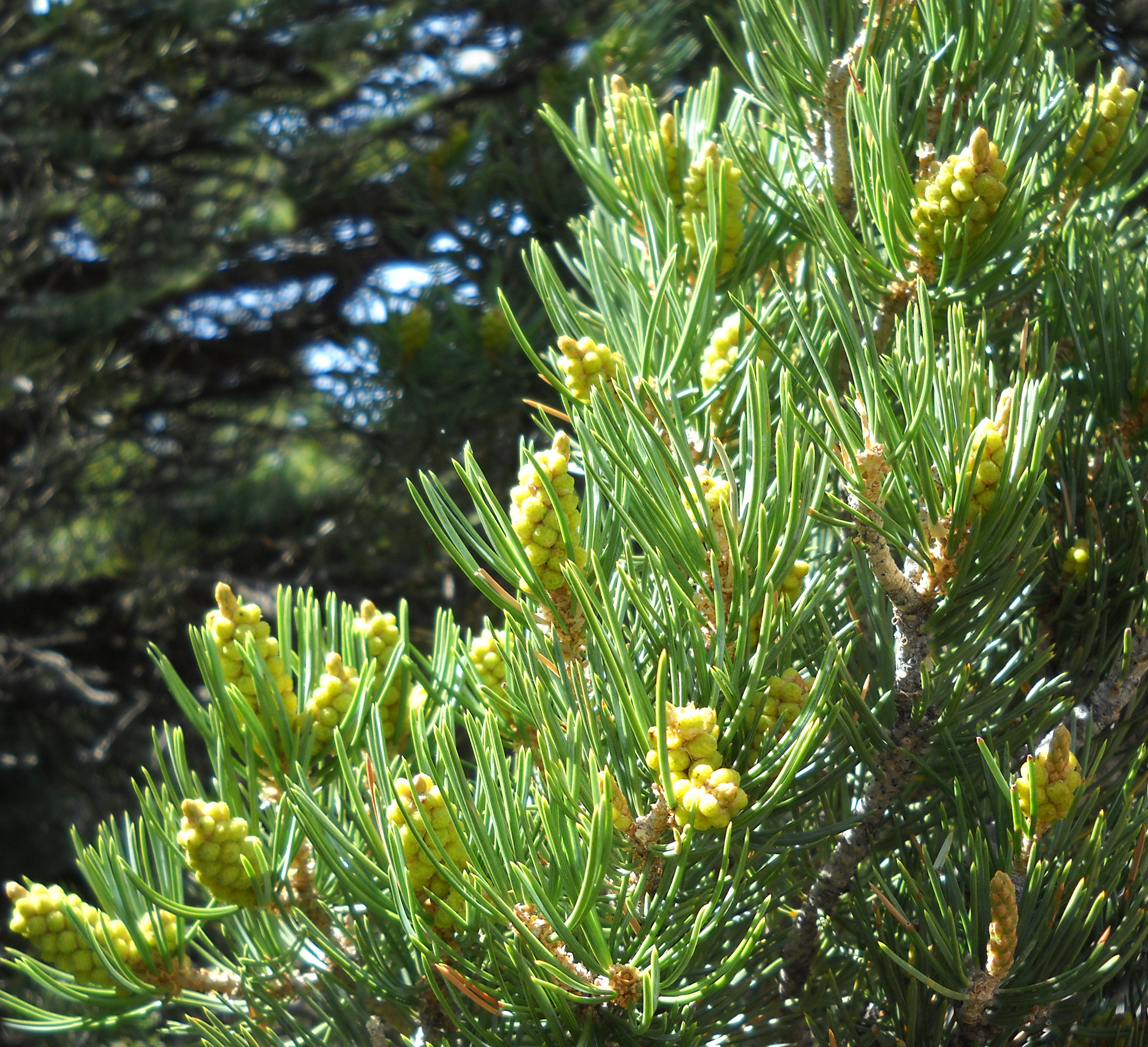
Šištice v době opylování

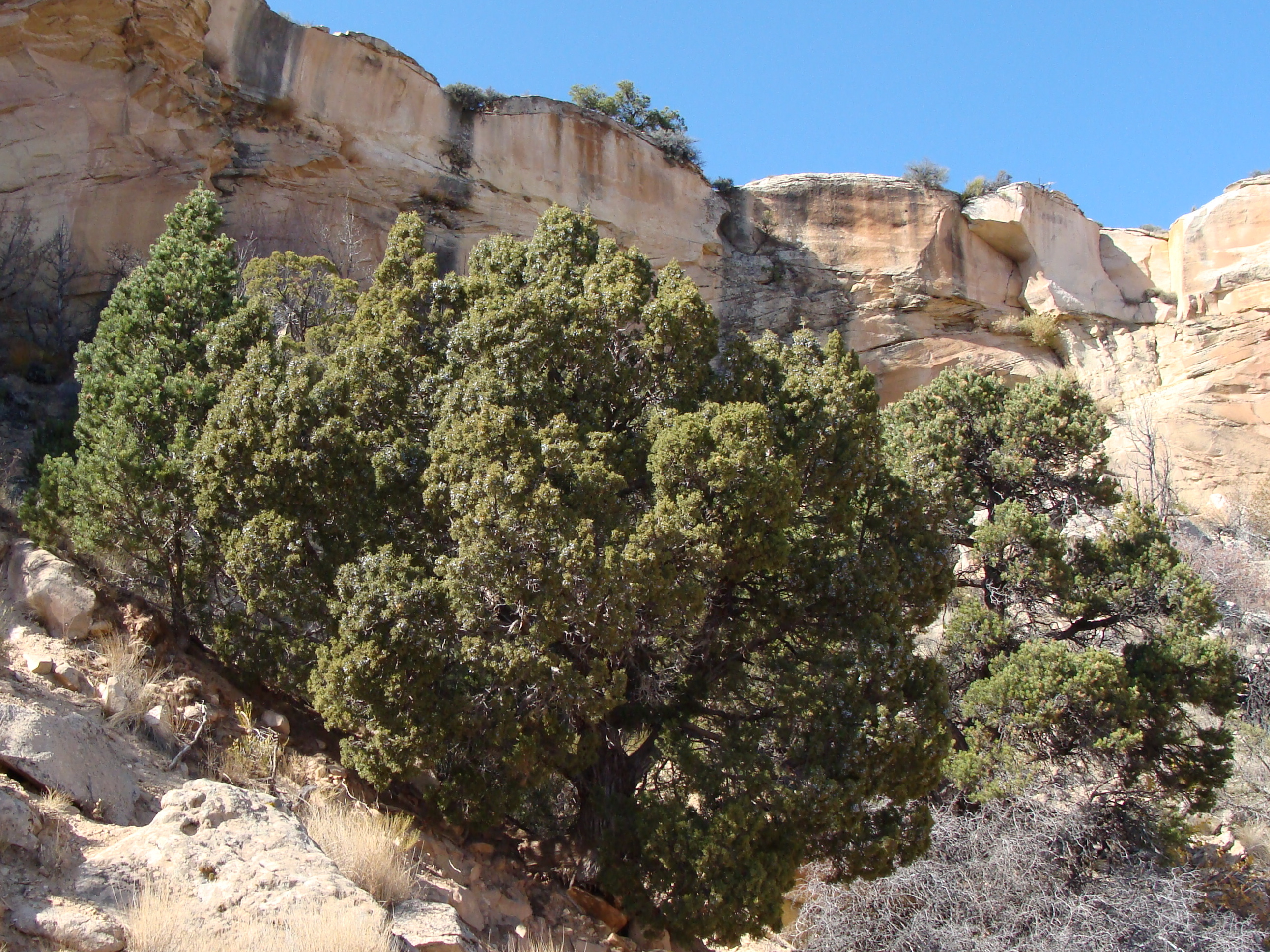
Soužití borovice s jalovcem

Borovice jedlá (Pinus edulis) je druh severoamerické borovice, jež má v šiškách jedlá semena, která se konzumují jako tzv. "piniové oříšky", v Evropě známé hlavně ze středomořské oblasti produkované borovicí pinie. Borovice jedlá je nevysoký, jehličnatý strom pocházející z jihozápadu Spojených států amerických a přilehlého severního Mexika, kde se vyskytuje v řídkých světlých lesích nejčastěji společně s některými jalovci, jako Juniperus deppeana, Juniperus monosperma, Juniperus osteosperma a Juniperus pinchotii. Borovice jedlá je národním stromem státu Nové Mexiko.

## Rozšíření
Roste v polopouštních a skalnatých horských oblastech severoamerických států Arizona, Kalifornie, Colorado, Nové Mexiko, Oklahoma, Texas, Utah a Wyoming a na území spolkového státu Chihuahua v severním Mexiku. Ve společnosti jalovců a menšího počtu borovic jiných druhů tam vytváří porosty o celkové rozloze okolo 200 000 km², které díky nízkému rozvětvení stromů a keřů mají vzhled zakrslého jehličnatého lesa. Roste v místech vysokého počtu jasných dnů, intenzivního slunečního záření a dále s horkými léty a poměrně chladnými zimami, zejména v severních lokalitách a vyšších polohách.
Do české přírody byla tato dřevina vnesena až roku 1927, kdy byla vysázen do zámeckého parku v Průhonicích. Dodnes se jedná o druh pěstovaný v České republice jen vzácně.

## Ekologie
Obvykle roste ve výšce od 900 do 3200 m, v oblastech s průměrnými srážkami 250 až 560 mm a teplotním průměrem v nejchladnějším měsíci -10 až -6 °C a v nejteplejším +20 až +27 °C, délka bezmrazého období tam obvykle trvá v rozmezí od 90 do 205 dnů. Srážky i teplota se zásadně proměňují s nadmořskou výškou i zeměpisnou šířkou, v nižších výškách na hranici s travnatou vegetací bývá množství srážek menší a teplota naopak vyšší. Borovice jedlá přežívá v teplotní zóně UK 5, kde zimní teplota klesá k -28 °C. Vyskytuje se na skalnatých plošinách, horských terasách, nižších horských svazích, v kaňonech i na úpatí hor. Je dlouhověkým stromem, nejstarší exempláře mívají okolo 400 roků a nacházejí se nejčastěji na strmých skalnatých stanovištích, kde je téměř vyloučená možnost vzniku požárů. Mladé stromy vysoké 1 až 2 m jsou snadno zničeny i drobným požárem, starší jsou odolnější. Kořenový systém sahá buď velmi hluboko (přes 6 m), nebo na skalnatém podloží roste do šíře a překračují až dvojnásobně poloměr koruny.
Je podstatnou součástí polosuché vegetace Severní Ameriky rostoucí na plytké až kamenité půdě, kde často vyrůstá z trhlin v pískovci, vápenci, čediči nebo břidlici. Upřednostňuje půdu lehkou, písčitou nebo hlinitou a suchou či vlhkou dobře odvodněnou, její zásaditost či kyselost není příliš podstatná, stejně jako nedostatek živin. Toleruje velmi kyselou půdu stejně jako sucho, nesnáší však zasolení a nemůže růst ve stínu. Opadané jehličí vylučuje alelopatické látky snižující klíčivost semen a omezuje tak výskyt suchých travin a nízkých keřů vyrůstajících v blízkosti; malé množství potencionálního paliva pak snižuje intenzitu případného lesního požáru. Ploidie druhu je 2n = 24.

## Popis
Borovice jedlá je středně vysoký, jednodomý strom, vyrůstá do výše okolo 15 m, kmen mívá hrubý nejvýše 60 až 80 cm a červenohnědou kůru nepravidelně zbrázděnou a šupinatou. Kuželovitá koruna bývá zaoblená, hustá a poměrně nepravidelná, široká téměř jako výška stromu, v nižší nadmořské výšce má strom často několik kmenů a keřovitý vzhled. V Novém Mexiku roste strom vysoký 21 m s průměrem kmene 172 cm a korunou širokou 16 m. Jehlice dlouhé 2 až 4 cm a široké 1 až 1,5 mm rostou ve svazečcích po dvou, jsou modrozelené až žlutozelené, zakřivené, poměrně tuhé a vytrvalé čtyři až šest let. Průduchy mají po obou stranách, na vnitřní jsou četnější a vytvářejí tam světlé pruhy.
Samčí šištice jsou elipsoidní, asi 7 mm velké, vyrůstají ve shlucích na koncích větviček a jsou nažloutlé až červenohnědé, po vyprášení pylu opadávají. Samičí jsou kulovité, asi 3 cm velké, rostou na vrcholech větviček, jsou nachově zbarvené, mají pět až deset plodných šupin a pod každou dvě vajíčka. Semena dozrávají druhým rokem po opylení na přelomu léta a podzimu, jsou hnědá, vejčitá, 10 až 15 mm dlouhá a nemají křídlo. Šišky zůstávají na stromech dlouho po otevření, stejně jako semena v nich.

## Rozmnožování
Tato dřevina není samosprašná a její vajíčka se úspěšně opylí jen pylem přineseným větrem z jiného stromu, semena vzniklá samosprašně jsou zakrslá a neschopná klíčení. Roste velmi pomalu, v mládí asi 10 až 15 cm a v dospělosti 5 až 10 cm ročně, na vlhkých místech roste rychleji. Prvá semena se objevují až v 25 létech, nejvíce jich produkuje ve věku 75 až 100 roků, plodí do 250 až 350 let, jejich množství se mění ve třech či pětiletých intervalech. Šiška obsahuje 10 až 20 semen, velký strom při dobré úrodě vyprodukuje 9 kg semen, jeden kilogram je tvořen asi 4000 semen.
Celkový vývoj do zralosti semen trvá tři roky. Pupeny šištic se začínají utvářet prvým rokem v období od srpna do října. Koncem dubna druhého roku začínají z pupenů vyrůstat šištice a v polovině června se jejích vajíčka opylí a do podzimu se pomalu vyvíjejí. Od počátku května třetího roku šištice opět rostou a v srpnu až září již bývají semena zralá a šišky s hluboko posazenými semeny se otvírají.
Borovice jedlá se rozmnožuje pouze semeny která jsou bezkřídlá, poměrně těžká a větrem jsou roznášena jen na krátké vzdálenosti; vegetativně se nemnoží. Hlavními šiřiteli jsou ptáci vybírající ze šišek zralá semena a dělající si jejich zásoby na zimní měsíce. Mnohé z nich ztratí nebo nenajdou a na jaře některá z nich vyklíčí. Za nejdůležitější rozšiřovače jsou považovaní ti, kteří své skrýše tvoří v půdě a mimo blízké husté lesy, kde by semena nevzklíčila. Jsou to sojka mexická a hlavně sojka modrá, která létá do vzdálenosti až 12 km a ve voleti odnese najednou i padesát semen a ukládá je jednotlivě; žije v hejnech po 50 až 500 ptáků. Za méně úspěšné rozsévače jsou považováni ořešník americký a sojka Stellerova, kteří si skrýše zřizují v blízkosti plodných stromů. Množství takto uskladněných semen v zimě najdou a sežerou hlodavci.
Při umělém rozmnožování se semena stratifikují v chladu a na jaře se vysazují, optimální teplota pro klíčení je 21 °C. Semenáče mají chabé kořeny a je vhodné je co nejdříve vysázet na trvalá stanoviště.

## Význam
Dřevo stromu je žluté, těžké a je primárním palivem pro venkovské obyvatelstvo v místech výskytu, je preferováno pro vyšší výhřevnost než mají běžná ostatní (vyjma dubů) a příjemnou vůni při hoření na otevřeném ohništi. V současnosti je ho pouze nemnoho zpracováváno na řezivo kvůli malé velikosti kmenů a jejich nerovnému, většinou pokřivenému růstu; při těžebním boomu koncem 19. století se však hojně využívalo jako důlní výdřeva. Vyrábí se z něj kvalitní dřevěné uhlí vhodné i pro průmysl a buničina, mladé stromky se již po mnoho let používají jako vánoční stromky.
Nejhodnotnějším produktem borovice jedlé jsou poživatelná semena "piniové oříšky". U stromů rostoucích v indiánských rezervacích vlastní jednotlivé indiánské kmeny právo na jejich sklizeň, která má pro ně historicky značný kulturní a ekonomický význam. Semena jsou bohatá na olej, bílkoviny a thiamin, jedí se syrová, pečená nebo dušená, melou se na mouku a peče se z nich "chléb". Uvádí se, že ročně se na americkém trhu prodá asi 450 tun těchto semen. Indiáni jedí i staženou spodní kůru z kmene a hrubších větví, která nakrájená na plátky se suší, mele a používá místo mouky při pečení chleba nebo k zahušťovaní omáček. Kmeny stromů bývají někde periodicky zraňovány a malé množství vytékající pryskyřice sloužívá k hydroizolace a lepení, případnou destilaci se z ní získává terpentýn, jeho produkce však není příliš rentabilní.

## Galerie

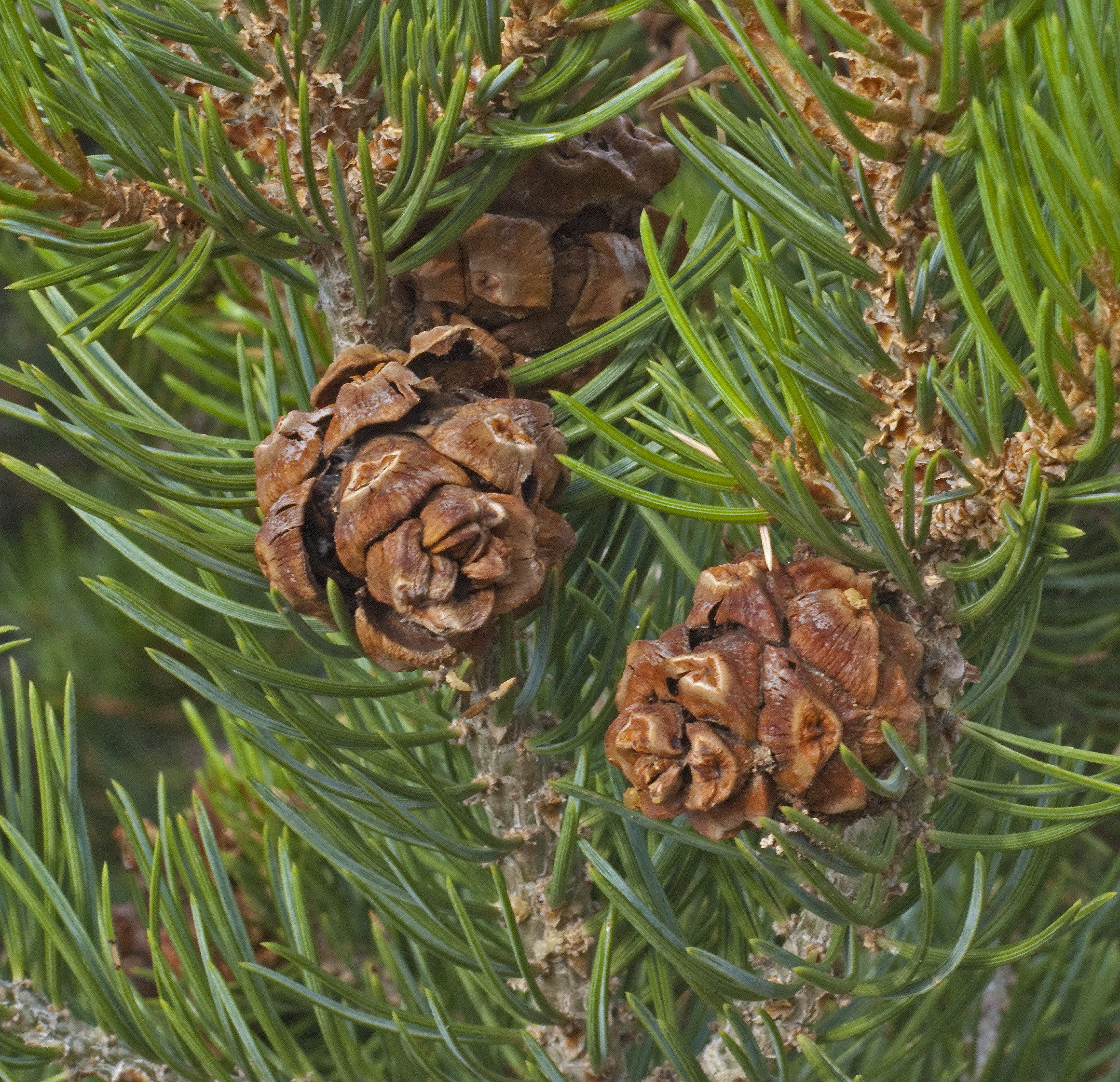
Dozrávající šiška
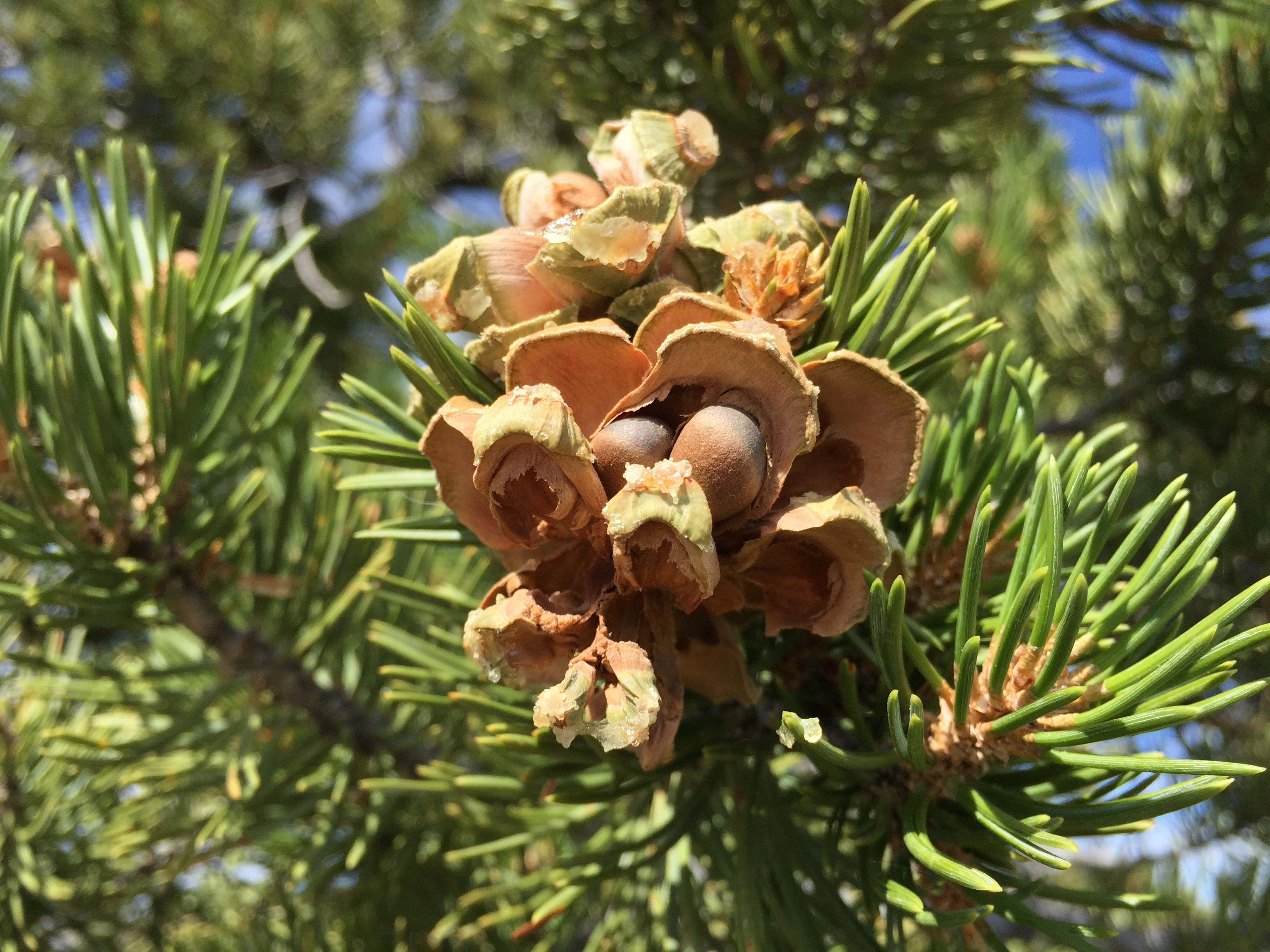
Šiška se semeny
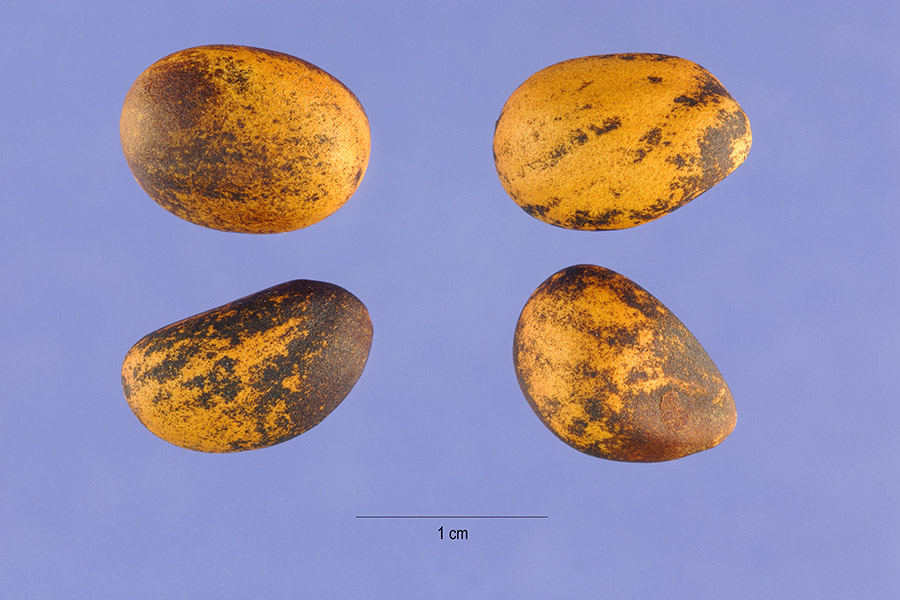
Zralá semena
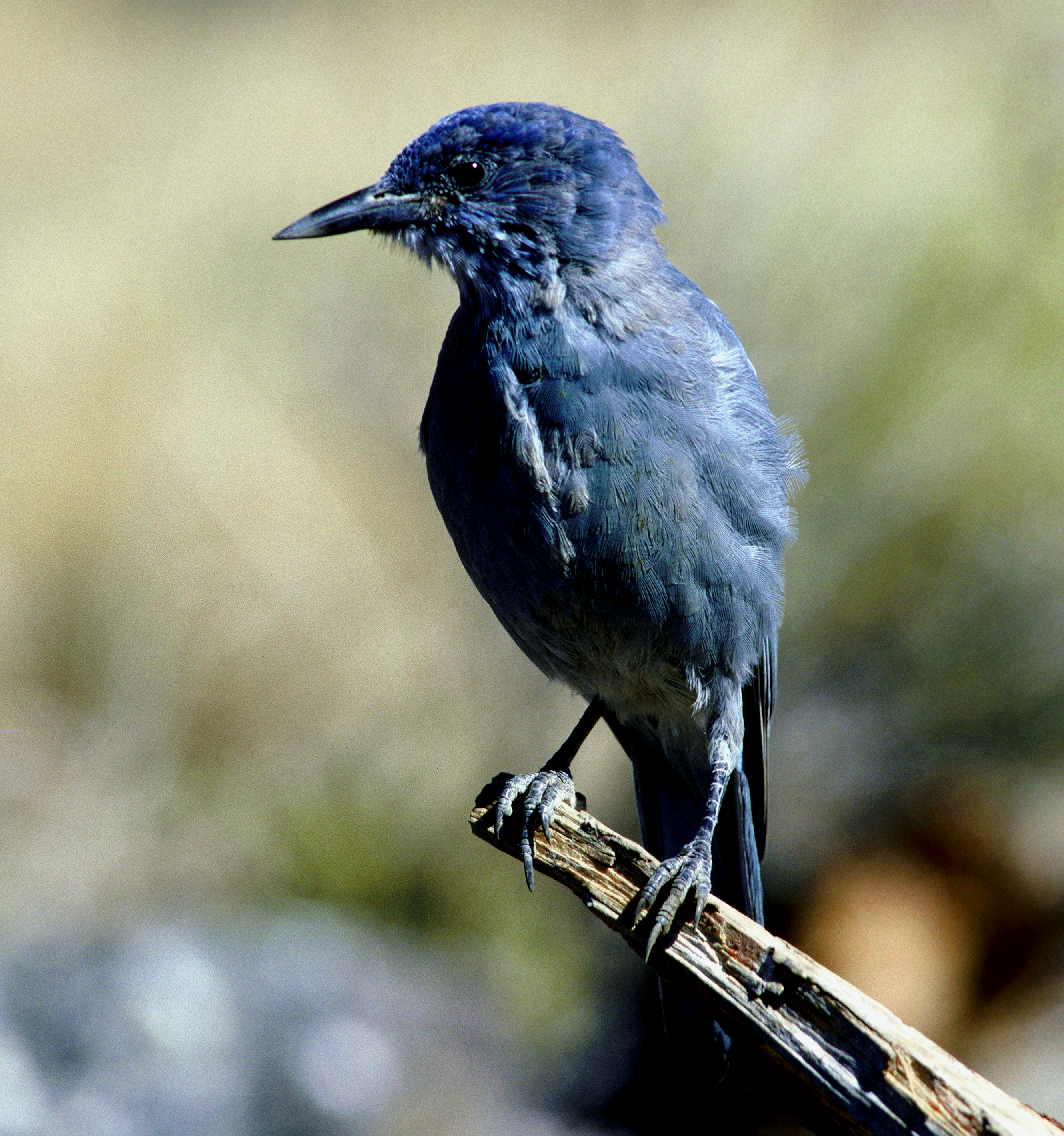
Sojka modrá, roznášeč semen